# Henry de Beauchamp, 1. Duke of Warwick
Henry de Beauchamp, 1. Duke of Warwick (* 21. März 1425; † 11. Juni 1446) war ein englischer Adeliger.

## Leben
Er war der Sohn von Richard de Beauchamp, 13. Earl of Warwick, und Isabel le Despenser. 1434 heiratete er Cecily Neville, die älteste Tochter von Richard Neville, 5. Earl of Salisbury und Alice Montagu, Countess of Salisbury.
Mit dem Tod seines Vaters im Jahr 1439 erbte er den Titel eines Earl of Warwick. Da er in seiner Kindheit als enger Freund von König Henry VI. aufgewachsen war und sein Vater hohe militärische Verdienste aufzuweisen hatte, stand er hoch in der Gunst des Königs und erhielt einige Titel verliehen. 1444 wurde er zum Premier Earl of the Realm ernannt und am 14. April 1445 zum Duke of Warwick erhoben. Er war dadurch nach dem Duke of Norfolk der zweithöchste Peer des Reiches. Diese Rangfolge wurde vom Duke of Buckingham angefochten, der dadurch hintangestellt wurde. Die Angelegenheit erledigte sich aber rasch durch seinen Tod im folgenden Jahr, durch welchen der Titel des Duke of Warwick in Ermangelung männlicher Erben erlosch. Es wird auch angegeben, dass König Henry VI. ihn 1444 zum König der Isle of Wight gekrönt habe, um seinem Freund ihm gegenüber einen vergleichbaren Rang zu geben.
Mit seinem Tod erbte seine zweijährige Tochter Anne aufgrund einer Sonderregelung bei der Verleihung suo jure die Earlswürde. Sie starb aber bereits drei Jahre später, so dass der Titel ruhend wurde. Letztendlich wurde seine Vollschwester Anne, die mit Richard Neville, dem ältesten Sohn von Richard Neville, 5. Earl of Salisbury, verheiratet war, zur Erbin ernannt, da sie nach den Grundsätzen des englischen Rechts gegenüber den drei Halbschwestern aus der ersten Ehe ihres Vaters bevorrechtigt war.